# Пучково (Омская область)
Пучково — деревня в Исилькульском районе Омской области. Входит в состав Кухарёвского сельского поселения.

## История
Основана в 1903 г. В 1928 г. посёлок Пучково состоял из 29 хозяйств, основное население — немцы. Центр Пучковского сельсовета Исилькульского района Омского округа Сибирского края.

## Население
| 1926 | 2002 | 2010 |
| ---- | ---- | ---- |
| 169  | ↗394 | ↘391 |